# ケニー・イースタディ
ケニー・イースタディ（Kenny Easterday、1973年12月7日 - 2016年2月12日）は、アメリカ合衆国の人物。下半身を欠いた重度障害者であり、1980年代にテレビ番組、雑誌、新聞などの各メディアで紹介され、世界各国で大きな反響を呼んだ。少年時代の自身を題材とした映画『ケニー』（1987年）にも本人役で出演している。

## 来歴
アメリカのペンシルベニア州ビーバー郡の田舎町アリキッパに産まれる。出生時より脊椎が途中までしかない未発達状態であり、さらに脚も細く腰のあたりで折れ曲がっていた。脊髄の神経が途切れているため、下半身はまったく動かず、感覚すらなかった。
動かない脚を引きずるより、脚を切断すれば体の負担が軽減される可能性を医師から示唆され、両親は半年におよぶ苦悩の末、息子が自力で人生を切り開くことを信じ、切断手術に同意した。当初は膝から先を切断し、その脚の骨の一部を脊柱の支えとして胴に入れるのみだったが、その後に脚の付け根に悪性腫瘍が発見され、1歳半のときに再手術を受け、脚を完全に切断された。2度にわたる大手術の末、下半身の無いまま生きるというハンディキャップを負うこととなった。
その後もケニーは下半身を欠きながらも、誰からも教わることなく2本の腕だけで上半身を支え、腕を脚代りに使って歩くことを憶え、奇跡的な成長を続けた。歩行中にドアの開け閉めなど手を使う場面でも、片手のみで体を支え、もう片方の手を操った。通学時や外食時は、周囲の人々を脅かさないようにとの配慮から下半身を模した義足も用意され、この義足をつけて車椅子に乗ることもあったが、本人は自由が束縛されるこの義足を非常に嫌がり、もっぱら義足なしで両手で動き回ることを好んだ。「一番嫌いなこと」との問いに「義足の練習」と答えたこともある。
あるときに、ケニーと親しい自宅近所の男性が「スケートボードがあれば楽に動き回れるかもしれない」と思いつき、スケボーをプレゼントした。ケニーは初めてスケボーに乗ったとき、まるで以前から乗っていたかのように自在に乗り回すようになり、その腕前は町の皆が舌を巻くほどだった。以来、ケニーは外出時にはスケボーを乗り回すことが多く、メディア上でケニーが紹介される際にも、後述の日本の書籍の題名『スケボーに乗った天使』をはじめとし、スケボー姿が引き合いに出されることが多い。
アリキッパの町の人々の多くは、障害を負いながらもごく普通に生きるケニーに対して好意的に接したものの、必ずしもそうとばかりは限らず、少年時代はケニーの姿をからかう子供もいた。繁華街へ外出すると必ずといっていいほど、その姿を人々に凝視され、心ない陰口を叩かれもした。そのようなときはケニーはそれ以上変な目で見られることのないよう、冗談を言って笑い飛ばしたという。
2016年2月12日、満42歳で死去。

## 各メディアでの紹介
1984年、アメリカの写真家リン・ジョンソン(Lynn Johnson)が同国の写真雑誌『ライフ』にケニーの姿を発表し、大きな話題となった。同年、イギリスのBBCのドキュメンタリー番組によってケニーの姿が世界中に紹介されて以来、テレビをはじめ雑誌や新聞で取り上げられ、アメリカ、カナダ、フランス、ドイツ、スウェーデン、ソ連、日本へと全世界に反響が及んだ。日本では11歳までの人生を綴った書籍『スケボーに乗った天使』が50万部のロングセラーとなり、青少年読書感想文全国コンクールで全国学校図書館協議会会長賞を受賞、日本人の読者からケニーのもとへ数多くの手紙が送られた。
1987年には、『ライフ』での特集が映画監督のクロード・ガニオンの目にとまったことで、ケニーの12歳までの生涯が『ケニー』の題で映画化され、ケニー自らが本人役で主演、同年度のモントリオール世界映画祭の最優秀作品賞を受賞した。ケニーによれば、映画上演時は大の人気者となって多くの女性にデートに誘われたが、映画公開の終了とともにそれも沈静化したという。
1997年には、日本で前述の『スケボーに乗った天使』が『Love again』の題で再刊された。同書には20代となったケニーからのその後のコメントが掲載されており、結婚したものの結婚生活がうまくいかずに離婚したこと、車椅子なしでの生活を貫いていること、多くの失敗にも負けずに前向きに生きていることなどが綴られている。